# شركة بون-قالمة للسكك الحديدية
شركة بون-قالمة للسكك الحديدية هي شركة فرنسية تأسست سنة 1875، وتهدف لإنشاء وصيانة خطوط السكك الحديدية في الجزائر وتونس..

## تاريخ
فمصطفى بن إسماعيل الذي عيّن وزيرًا أكبر خلفا لمحمد خزندار في 24 آب/ أغسطس 1878م منح الشركات الفرنسية امتيازات كبيرة من أجل الحصول مشاريع بالبلاد، ومنها شركة بون-قالمةالتي حصلت على مدّ خط سكة الحديد نحو الجزائر وكان من المناصرين للباي للتوقيع على معاهدة 12 أيار/ مايو 1881م التي جعلت الفرنسيين يرسخون أقدامهم فعليا في البلاد لمدة تزيد عن الـ70 عاما.